# 旧村
旧村是中国广东省广州市从化区的一个自然村。在太平镇东面约11千米，属高田村管辖。1998年时，全村人口103人。